# Fotbal na Letních olympijských hrách 2016
Fotbalové turnaje mužů a žen na Letních olympijských hrách 2016 se odehrál od 3. srpna do 20. srpna 2016 v brazilských městech Rio de Janeiro, Belo Horizonte, Brasília, Salvador, São Paulo a Manaus.
Obhájci prvenství jsou muži Mexika a ženy USA.

## Pravidla soutěže
Mužského turnaje se účastní šestnáct reprezentačních týmů, rozlosovaných do čtyř čtyřčlenných skupin hraných systémem každý s každým, ze kterých postoupí do čtvrtfinále mužstva z prvních dvou míst. Do soutěže žen nastoupilo dvanáct celků ve třech skupinách po čtyřech týmech, do čtvrtfinále se kvalifikuje kromě dvou prvních týmů z každé skupiny také dvojice, která bude mít na třetím místě nejvyšší počet bodů, popřípadě nejlepší skóre. Od čtvrtfinálové fáze se praktikuje vyřazovací systém.
Do turnaje mužů nastoupily výběry tvořené fotbalisty do 23 let (ročník narození 1993 a mladší), každá země může nasadit také maximálně tři starší hráče. Turnaj žen je hrán bez věkového omezení.
Novinkami se staly experimentální nasazení technologie jestřábí oko na brankové čáře a možnost vystřídat během prodloužení čtvrtého hráče.

## Stadiony
- Estádio do Maracanã (kapacita 74 738)
- Estádio Nacional Mané Garrincha (kapacita 69 349)
- Estádio Olímpico João Havelange (kapacita 60 000)
- Estádio Mineirão (kapacita 58 170)
- Arena Fonte Nova (kapacita 51 900)
- Arena Corinthians (kapacita 48 234)
- Arena da Amazônia (kapacita 40 549)

## Los
Složení základních skupin bylo rozlosováno 14. dubna 2016 na Estádio do Maracanã. Byla stanovena zásada, že ve stejné skupině nesmějí být dva zástupci jedné kontinentální konfederace.

## Mužský turnaj
| Zlato    | Stříbro | Bronz   |
| Brazílie | Německo | Nigérie |

## Ženský turnaj
| Zlato   | Stříbro | Bronz  |
| Německo | Švédsko | Kanada |